# Felipe Baloy
Felipe Baloy, né le 24 février 1981 à Panama City, est un footballeur international panaméen devenu entraîneur.
Il fut le capitaine de l'équipe du Panama pendant la Gold Cup 2007, puis de 2013 à 2018. 
Il est le seul buteur panaméen en Coupe du monde, contre l'Angleterre en 2018, lors de la première participation du Panama à la compétition.

## Biographie

### En sélection nationale
Felipe Baloy fait ses débuts en équipe nationale du Panama le 21 février 2001 contre le Guatemala. Avec le Panama, il a été finaliste de la Gold Cup en 2005, échouant devant les États-Unis (équipe hôte) aux tirs au but (3-1), après avoir battu l'Afrique du Sud (équipe invitée) puis la Colombie. En 2007, Baloy accède à la finale de la Coupe UNCAF des Nations, mais est une nouvelle fois éliminé aux tirs au but par le Costa Rica (1-4).
Il fait partie de la liste des 23 joueurs panaméens sélectionnés pour disputer la Coupe du monde de 2018 en Russie, la première de l'histoire du Panama. Il participe à un seul match de poules en tant que remplaçant  : face à l'Angleterre (défaite 6-1) en rentrant à la place d'Édgar Bárcenas à la 69e minute. Le 24 juin 2018, il inscrit face à l'Angleterre le premier but du Panama dans une phase finale de Coupe du monde.

## Statistiques détaillées

### Buts internationaux
| 0   | Date             | Lieu                                            | Compétition                            | Résultat | Adversaire | Détail | Détail            | Détail | Sél. |
| --- | ---------------- | ----------------------------------------------- | -------------------------------------- | -------- | ---------- | ------ | ----------------- | ------ | ---- |
| 1er | 17 novembre 2004 | Estadio Rommel Fernández, Panama, Panama        | Éliminatoires Coupe du monde 2006      | V 3-0    | Salvador   | 7e     | de la tête        | 2-0    | 10e  |
| 2e  | 16 février 2007  | Estadio Cuscatlán, San Salvador, Salvador       | Demi-finale de la Coupe UNCAF 2007     | V 2-0    | Guatemala  | 90+2e  | s.p du pied droit | 2-0    | 28e  |
| 3e  | 29 mars 2016     | Estadio Rommel Fernández, Panama, Panama        | Éliminatoires Coupe du monde 2018      | V 1-0    | Haïti      | 81e    | de la tête        | 1-0    | 88e  |
| 4e  | 24 juin 2018     | Stade de Nijni Novgorod, Nijni Novgorod, Russie | Premier tour de la Coupe du monde 2018 | P 6-1    | Angleterre | 78e    | du pied droit     | 6-1    | 103e |

## Palmarès

### En club
- Avec CF Monterrey :
  - Champion du Mexique en 2009 (Apertura).

### En sélection
- Avec l'équipe du Panama :
  - Finaliste de la Gold Cup en 2005.
  - Finaliste de la Coupe UNCAF en 2007.